# Cristian Tula
Cristian Alberto Tula (Rawson, 28 gennaio 1978) è un allenatore di calcio ed ex calciatore argentino, di ruolo difensore, tecnico del Dep. Armenio.

## Caratteristiche tecniche
Gioca come difensore centrale.